# Nargund
Nargund là một thị xã của quận Gadag thuộc bang Karnataka, Ấn Độ.

## Địa lý
Nargund có vị trí 15°43′B 75°23′Đ / 15,72°B 75,38°Đ Nó có độ cao trung bình là 605 mét (1984 feet).

## Nhân khẩu
Theo điều tra dân số năm 2001 của Ấn Độ, Nargund có dân số 32.548 người. Phái nam chiếm 51% tổng số dân và phái nữ chiếm 49%. Nargund có tỷ lệ 56% biết đọc biết viết, thấp hơn tỷ lệ trung bình toàn quốc là 59,5%: tỷ lệ cho phái nam là 67%, và tỷ lệ cho phái nữ là 45%. Tại Nargund, 14% dân số nhỏ hơn 6 tuổi.